# ويندي ليون
ويندي ليون هي ممثلة كندية، ولدت في 1960 في كندا.

## وصلات خارجية
- ويندي ليون على موقع IMDb (الإنجليزية)
- ويندي ليون على موقع قاعدة بيانات الفيلم (الإنجليزية)